# Caracara lutosa
El caracara de Guadalupe (Caracara lutosa) es un miembro extinto del género Caracara de la familia Falconidae. Era endémica de la Isla de Guadalupe en México hasta el principio del siglo XX. Existen especímenes disecados en los museos de Chicago, Washington, y Londres. 
Se describió como un ave malvada por los primeros observadores y se llegó a la extinción por la caza y envenenamiento en campañas llevadas en la Isla de Guadalupe. El último espécimen vivo se cazó el 1 de diciembre de 1900 por el coleccionista Rollo Beck; parece que mató todos los ejemplares que encontró excepto dos, creyendo que eran comunes. Hubo algún ejemplar más (no confirmado) viviendo en 1903.
El caracara de Guadalupe es una de las pocas especies que fueron intencionalmente extintas; los extinguieron los granjeros criadores de cabras que cazaron las aves cuando estas se alimentaban de cabritos jóvenes. Aún siendo cierto que el caracara de Guadalupe era un ave rapaz cazadora de cabras y en virtud de que había miles de cabras asilvestradas, se causó también la destrucción total de su hábitat, para evitar la reproducción de las cabras salvajes.